# 馬科斯·德里亞
馬科斯·德里亞（1992年4月8日—），阿根廷籃球運動員。他現在效力於阿根廷籃球聯賽球隊奧布拉斯籃球俱樂部。他也代表阿根廷國家男子籃球隊參賽，在2012年南美籃球錦標賽上他協助阿根廷奪得金牌。